# بارنزتیبل غربی، ماساچوست
بارنزتیبل غربی (به انگلیسی: West Barnstable) یک روستا در ایالات متحده آمریکا است که در شهرستان برنستبل، ماساچوست واقع شده‌است.